# Mitropa
Pour les articles homonymes, voir Mitropa Cup.
 (septembre 2022).
Si vous disposez d'ouvrages ou d'articles de référence ou si vous connaissez des sites web de qualité traitant du thème abordé ici, merci de compléter l'article en donnant les références utiles à sa vérifiabilité et en les liant à la section « Notes et références ».

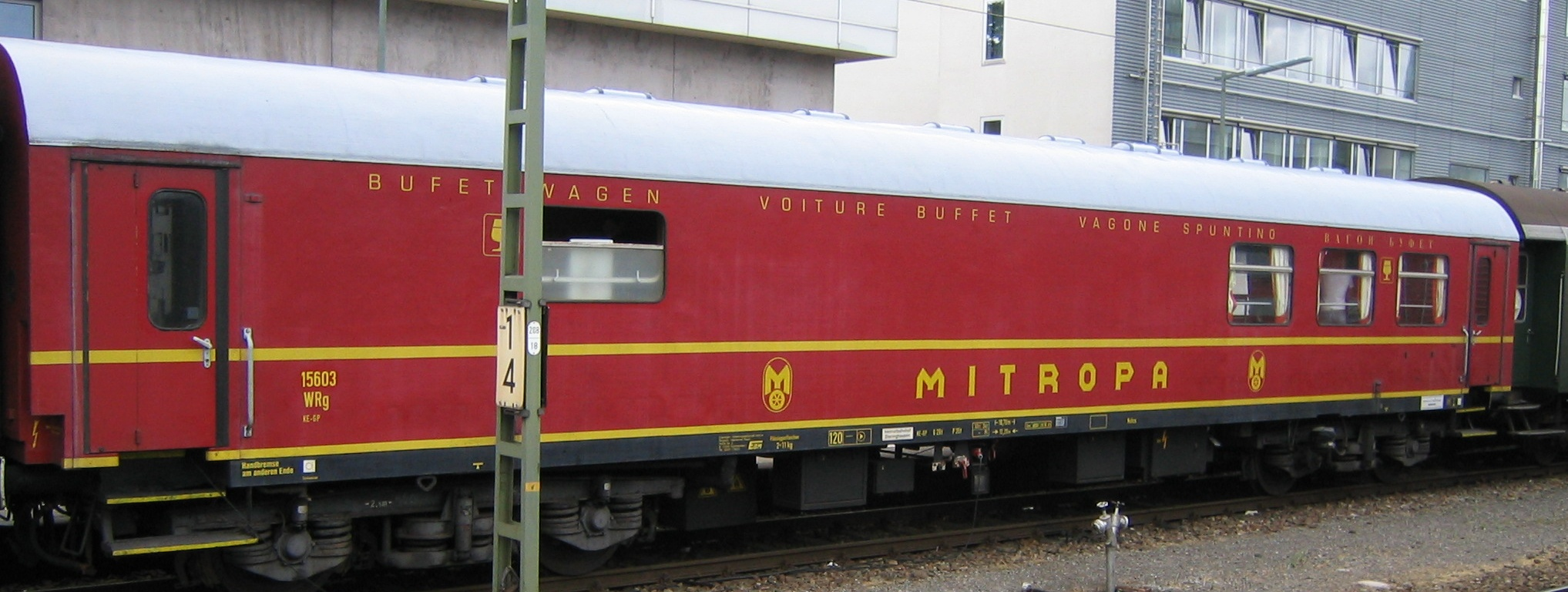
Voiture-restaurant Mitropa.

Mitropa, acronyme de Mittel Europa (Europe centrale), en allemand Mitteleuropäische Schlafwagen und Speisewagen Aktiengesellschaft, en français Compagnie de wagons-lits et wagons-restaurants pour l'Europe centrale, est une compagnie responsable de la gestion des voitures-lits et voitures-restaurant en Europe centrale et orientale, fondée en Allemagne le 1er janvier 1917.

## Historique

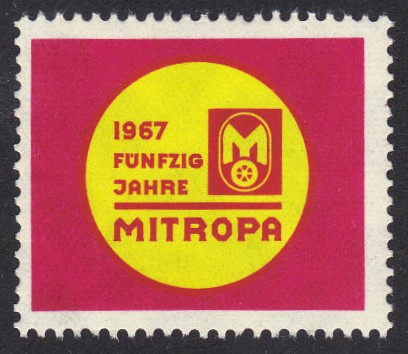
Timbre-poste publicitaire de la RDA pour le 50e anniversaire de MITROPA en 1967.

Compagnie ferroviaire créée en 1917 en Allemagne, avec des voitures de la CIWL, cette compagnie s'appuie sur la création de fait d'une zone continue d'Anvers à Istanbul sous contrôle politique et économique allemand. Selon la pratique héritée du Bagdadbahn, cette compagnie sert de moyen de pénétration politique et économique dans l'ensemble des pays alliés ou occupés par l'Allemagne durant la Première Guerre mondiale. Avec l'éviction de la CIWL, compagnie française, et les besoins créés par la guerre, une demande de transport de voyageurs à l'échelle balkanique était indispensable, notamment pour les troupes.
Durant les hostilités, elle met en place des liaisons express internationales au départ de Berlin ou Dresde, par exemple, à destination des grandes villes de ses alliés ou des pays occupés par les puissances centrales. 
Le 15 mai 1928, elle inaugura avec son propre matériel, en livrée violet et ivoire à filet or, le train de prestige Rheingold. 
Après la Seconde Guerre mondiale, elle n'a plus fonctionné qu'en République démocratique allemande, dans les pays-frères d'Europe et s'étendait encore à certains pays neutres (Autriche, notamment), et ce même après 1990.
Depuis sa réorganisation de 2002, la compagnie n'effectue plus que des services de restauration fixe pour les usagers de la route ou du rail.